# Rodion Gataullin
Rodion Gataullin (Taskent, Uzbekistán, Unión Soviética, 23 de noviembre de 1965) es un atleta soviético ya retirado, especializado en la prueba de salto con pértiga en la que llegó a ser medallista de bronce mundial en 1987 y subcampeón olímpico en 1988.

## Carrera deportiva
En el Mundial de Roma 1987 ganó la medalla de bronce en salto con pértiga con un salto de 5.80 metros, quedando en el podio tras su compatriota el también soviético Sergei Bubka y el francés Thierry Vigneron.
Al año siguiente en las Olimpiadas de Seúl 1988 ganó la plata, de nuevo tras Sergei Bubka y por delante del también soviético Grigoriy Yegorov.